# 托爾尼酒店
托爾尼酒店（芬蘭語：Hotelli Torni）是位於芬蘭首都赫爾辛基的一家老字號酒店。托爾尼酒店開業於1931年，曾經是芬蘭高度最高的酒店。二戰時期，該酒店曾作為防空設施使用。直到1997年之前，托爾尼酒店都是赫爾辛基最高的建築。2005年，托爾尼酒店進行了全面翻新。托爾尼酒店的設計者是Jung & Jung。
芬兰第一家中式餐厅是在1950年代初期托尔尼酒店开张的。

## 外部連結
- 维基共享资源上的相關多媒體資源：托爾尼酒店
- Sokos Hotel Torni: history （页面存档备份，存于）
- A video starring Hotel Torni （页面存档备份，存于）
- Helsinki Design District （页面存档备份，存于）
- Ateljee Bar Artist of the Month （页面存档备份，存于）